# Te guste
«Te guste» es una canción de la cantante estadounidense Jennifer Lopez y el cantante puertorriqueño Bad Bunny. Se lanzó el 9 de noviembre de 2018.

## Antecedentes y lanzamiento
De trabajar con López, Bad Bunny reveló: «Apenas le dije una palabra porque estaba muy nervioso. Sentí la presión», y agregó: «Ella es una profesional total, una diva, una megaestrella, no solo en música sino en la industria del entretenimiento. Siempre aprendes de los grandes, y J.Lo es uno de ellos». The Fader calificó a la canción como reguetón y añadió que fue una colaboración «muy esperada». Según Suzette Fernández de Billboard, la letra de la canción presenta un intercambio «cuando una pareja se encuentra por primera vez, se gustan y recuerdan ese momento».
López reveló que había colaborado con Bad Bunny en octubre de 2018 y compartió un avance del video musical que filmaron juntos para la canción en noviembre.

## Recepción crítica
Mike Wass, de Idolator, fue positivo y escribió: «El golpeador de reggaetón es ciertamente bastante pegadizo y esa producción veraniega garantiza la curación de la tristeza invernal». Jeff Benjamin de Forbes señaló que la canción «le permite a J.Lo perfeccionar su estilo de camaleón musical, mientras que Bad Bunny puede brillar en el sonido que lo convirtió en una estrella». Stefanie Fernández de NPR fue receptiva a la canción y dijo: «Nada de eso se siente como si se estuviera esforzando demasiado; se lo ha ganado [...] Parece que si todo lo que Bad Bunny ha tocado este año se hubiera convertido en oro, JLo tiene el poder de hacer que se quede». La escritora de Rolling Stone, Brittany Spanos, describió a «Te guste» como una «comedia romántica de un dueto».

## Vídeo musical
El video musical que acompaña a la canción, dirigido por Mike Ho, fue llamado «temático de vacaciones, "álido y tropical» por Billboard. En el tráiler, López aparece en bikini, mientras que Bad Bunny se muestra con varias camisas coloridas y estampadas.

## Posicionamiento en listas
| Listas (2018)                       | Mejor posición |
| ----------------------------------- | -------------- |
| España (PROMUSICAE)                 | 52             |
| Estados Unidos (Digital Song Sales) | 46             |
| Estados Unidos (Hot Latin Songs)    | 12             |
| Venezuela (National-Report)         | 39             |